# Cleome rostrata
Cleome rostrata är en paradisblomsterväxtart som beskrevs av Jevgenij Grigorjevitj Bobrov. Cleome rostrata ingår i släktet paradisblomstersläktet, och familjen paradisblomsterväxter. Inga underarter finns listade i Catalogue of Life.